# Polienus albescens
Polienus albescens är en fjärilsart som beskrevs av M.Gaede 1928. Polienus albescens ingår i släktet Polienus och familjen tandspinnare. Inga underarter finns listade i Catalogue of Life.